# 張諧 (嘉靖進士)
張諧（1514年—？），字允弼，號儆菴，直隸六安衛官籍，湖廣黃州府蘄州廣濟縣人，明朝政治人物。

## 生平
嘉靖二十五年（1546年）丙午科應天府鄉試第四十名舉人。嘉靖三十五年（1556年）中式丙辰科會試第一百八十九名，二甲第五十五名進士。兵部观政，授户部主事，历升员外、郎中，嘉靖四十三年（1564年）升广西桂林府知府，隆慶二年（1568年）六月升山东盐运司运使。万历二年（1574年）正月升雲南臨元道右参政。

## 家族
曾祖張厚，指揮使；祖父張時，指揮使；父張介，指揮使。母楊氏（封淑人）。